# Верховье (станция)
Верхо́вье — узловая железнодорожная станция примыкающих однопутных тепловозных линий Орёл — Верховье, Верховье — Елец и Верховье — Мармыжи, расположена в 87 км от Орла в одноимённом посёлке городского типа, является конечной станцией для пригородных поездов всех трёх направлений.
Станция относится к Орловско-Курскому региону Московской железной дороги. Также на станции имеется закрытое в 2009 году локомотивное депо ФТЧ-27 Верховье и вагонное депо. Функционируют ПЧ-22, ШЧ-19, НГЧ. Несколько десятилетий на станции была база запаса МПС, где содержались порядка 50 единиц паровозов и тепловозов. База расформирована в 1997 году.

## Пригородное сообщение
- Верховье — Орёл (со сменой направления движения в Лужках-Орловских)
- Верховье — Ливны-1 — Курск (с пересадкой в Ливнах и сменой направления движения в Кшени)
- Верховье — Елец (по состоянию на 2015 год — только до станции Измалково, дальше до Ельца пригородного сообщения нет)

## Поезда дальнего следования
| № поезда | Маршрут движения         | № поезда | Маршрут движения         |
| -------- | ------------------------ | -------- | ------------------------ |
| 67       | Саратов — Брест          | 68       | Брест — Саратов          |
| 149      | Минеральные Воды — Минск | 150      | Минск — Минеральные Воды |
| 301      | Адлер — Минск            | 302      | Минск — Адлер            |
| 389      | Анапа — Минск            | 390      | Минск — Анапа            |